# Kap García
Kap García (französisch Cap García) ist ein Kap an der Graham-Küste des westantarktischen Grahamlands. Es bildet den nordöstlichen Ausläufer der Felipe-Solo-Halbinsel und liegt an der Nordseite der Einfahrt zur Barilari-Bucht.
Teilnehmer der Vierten Französischen Antarktisexpedition (1903–1905) unter der Leitung des Polarforschers Jean-Baptiste Charcot entdeckten das Kap. Dieser benannte es Cap Loqui. Gleichzeitig erhielt das Kap an der Südseite der Einfahrt zur Barilari-Bucht den Namen Cap García nach dem argentinischen Konteradmiral García. Charcots Landkarten bei der Fünften Französischen Antarktisexpedition (1908–1910) zeigte Cap García dagegen an der Nordseite der Bucht. Diese Benennung wurde nachfolgend beibehalten. Aus Gründen der Benennungskontinuität wurde der Name Kap Loqui auf das südlich gelegene Kap übertragen.